# Megachile leucopsis
Megachile leucopsis är en biart som beskrevs av August Schletterer 1891. Megachile leucopsis ingår i släktet tapetserarbin, och familjen buksamlarbin. Inga underarter finns listade i Catalogue of Life.